# Фірлюк рудобокий
Фірлюк рудобокий (Mirafra ashi) — вид горобцеподібних птахів родини жайворонкових (Alaudidae). Ендемік Сомалі. Вод отримав назву на честь британського орнітолога Джона Сідні Еша.

## Опис
Довжина птаха становить 14-15 см, з яких від 4,7 до 5,6 см припадає на хвіст. Середня вага птаха становить 31-42 г. Виду не притаманний статевий диморфізм.
Голова попелясто-коричнева, над очима малопомітні "брови". Пір'я на тімені довгі, утворюють невеликий "чуб". Верхня частина тіла сірувато-коричнева, хвіст світло-коричневий. Горло і шия жовтувато-коричневі, поцятковані сірими плямками. На волі і верхній частині грудей невеликі коричневі смужки. Живіт білий, боки рудуваті. Крила коричневі або темно-коричневі. Дзьоб зверху темно-коричневий, знизу сизуватий. Лапи кремові, очі карі.

## Поширення і екологія
Ареал рудобоких фірлюків обмежений невеликою територією за 80 км на північ від Могадішо, площею до 3000 км². Живе на сухих луках.

## Збереження
МСОП вважає цей вид таким, що знаходиться під загрозою зникнення. Вид малодосліджений, за оцінками дослідників його популяція складає близько 3500-15000 птахів.